# 열녀 전주이씨 정려
열녀 전주이씨 정려(烈女 全州李氏 旌閭)는 세종특별시 봉산리에 있는 정려이다. 2014년 9월 30일  세종특별자치시의 향토문화유산 제20호로 지정되었다.

## 개요
열녀 전주이씨 정려(烈女 全州李氏 旌閭)는 조선시대 열녀 전주이씨(1759~1779)의 열행(烈行)을 세상에 널리 알려 칭찬하고 기억하기 위해 나라에서 하사한 명정(銘旌)을 현판(懸板)으로 걸어놓은 정문(旌門)이다.
전주이씨는 1759년(영조 35) 공주(公州)에서 태어났으며, 11세 때 어머니가 돌아가시자 3년간 무덤을 보살필 만큼 효심이 뛰어났다고 한다. 1777년(정조 1) 19세에 강화최씨(江華崔氏)인 최지철(1759~1778)과 혼인을 하였으나 남편이 1년 만에 병으로 죽고 만다. 그러자 남편을 따라 죽을 각오로 7일간 식음을 전폐하던 중 뱃속에 자식이 있을지 모른다는 친정아버지의 말에 몸을 추스른다. 그로부터 5개월이 지나도 아기를 밴 낌새가 없자 스스로 목을 매어 죽는다.
전주이씨의 열행에 대해 지역의 유림(儒林)들이 글을 올려 1784년(정조 8)에 명정을 받고 정문을 세우게 되었다. 내부에는 전주이씨의 현판이 걸려있으며, 전주이씨의 행적과 정문을 만든 기록이 쓰여 있는 정려비(旌閭碑)가 있다.